# Frank Pasche
Frank Pasche (Châtel-Saint-Denis, 19 marzo 1993) è un ex pistard e ciclista su strada svizzero, tre volte campione europeo Under-23 su pista.

## Palmarès

### Pista
- 2013

Campionati europei, Inseguimento a squadre Under-23 (con Tom Bohli, Stefan Küng e Théry Schir)
Track Cycling Challenge, Inseguimento individuale (Grenchen)
- 2014

Campionati europei, Inseguimento a squadre Under-23 (con Tom Bohli, Stefan Küng e Théry Schir)
Campionati svizzeri, Americana (con Loïc Perizzolo)
Campionati svizzeri, Inseguimento a squadre (con Cyrille Thièry, Olivier Beer e Tino Eicher)
- 2015

Campionati svizzeri, Chilometro a cronometro
Track Cycling Challenge, Americana (Grenchen, con Cyrille Thièry)
GP Velodromes Romands, Inseguimento individuale (Aigle)
Campionati europei, Americana Under-23 (con Théry Schir)
- 2016

Troféu Internacional de Anadia, Americana (Anadia, con Loïc Perizzolo)

### Strada

#### Altri successi
- 2013 (Dilettanti)

Prologo Tour de Nouvelle-Calédonie (Tadine, cronosquadre)

## Piazzamenti

### Competizioni mondiali
- Campionati del mondo su pista

Mosca 2011 - Inseguimento a squadre Junior: 5º
Mosca 2011 - Omnium Junior: 12º
Cali 2014 - Scratch: 10º
Saint-Quentin-en-Yvelines 2015 - Inseguimento a squadre: 6º
Saint-Quentin-en-Yvelines 2015 - Americana: 12º
Londra 2016 - Inseguimento a squadre: 9º
Londra 2016 - Inseguimento individuale: 15º
Hong Kong 2017 - Inseguimento a squadre: 6º
Apeldoorn 2018 - Inseguimento a squadre: 6º
Pruszków 2019 - Inseguimento a squadre: 6º

### Competizioni europee
- Campionati europei su pista

Anadia 2011 - Inseguimento a squadre Junior: 4º
Anadia 2011 - Scratch Junior: 11º
Anadia 2011 - Americana Junior: 9º
Anadia 2013 - Inseguimento a squadre Under-23: vincitore
Anadia 2013 - Scratch Under-23: 6º
Anadia 2013 - Americana Under-23: 11º
Anadia 2014 - Inseguimento a squadre Under-23: vincitore
Anadia 2014 - Corsa a punti Under-23: 9º
Anadia 2014 - Scratch Under-23: 5º
Anadia 2014 - Americana Under-23: 9º
Baie-Mahault 2014 - Inseguimento a squadre: 5º
Baie-Mahault 2014 - Scratch: 30º
Atene 2015 - Inseguimento a squadre Under-23: 2º
Atene 2015 - Corsa a punti Under-23: 9º
Atene 2015 - Americana Under-23: vincitore
Grenchen 2015 - Inseguimento a squadre: 2º
Berlino 2017 - Inseguimento a squadre: 7º
Berlino 2017 - Inseguimento individuale: 22º
Glasgow 2018 - Inseguimento a squadre: 2º
- Campionati europei su strada

Tartu 2015 - Cronometro Under-23: 46º
Tartu 2015 - In linea Under-23: 49º